# Follow the Light
Follow The Light (с англ. — «Следуя за светом») — четырнадцатый альбом немецкой евродиско-группы Bad Boys Blue, вышедший в 1999 году. В композиции «Hungry For Love (Rap Version)» рэп-партии в исполнении Джоджо Макса.

## Список композиций
1. «Follow The Light» (3:34)
2. «Thinking About You» (3:25)
3. «When I Kiss You» (3:51)
4. «I Can’t Live» (3:53)
5. «Under The Boardwalk» (3:16)
6. «Back To The Future» (3:53)
7. «Listen To Your Heart» (3:39)
8. «Hungry For Love (Rap Version)» (3:18)
9. «Sweet Love» (3:25)
10. «Baby Blue» (3:46)
11. «Rhythm Of Rain» (3:59)
12. «I’ll Be Around» (3:42)
13. «Ride On A Star» (3:23)
14. «Love Is No Crime» (4:03)
15. «Have You Ever Had A Love Like This» (3:32)
16. «Back To The Future (Level 1 Remix)» (4:11)

## Высшие позиции в чартах
- Германия — 80 место.